# Pardosa jaundea
Pardosa jaundea là một loài nhện trong họ Lycosidae.
Loài này thuộc chi Pardosa. Pardosa jaundea được Carl Friedrich Roewer miêu tả năm 1960.